# Creugas bellator
Creugas bellator is een spinnensoort uit de familie van de loopspinnen (Corinnidae).
De wetenschappelijke naam van de soort werd in 1866 als Hypsinotus bellator gepubliceerd door Ludwig Carl Christian Koch.